# Special-Interest-Zeitschrift
Eine Special-Interest-Zeitschrift ist eine Zeitschrift, die sich an Leser mit einem bestimmten Interessengebiet wendet. In Deutschland bildeten Special-Interest-Zeitschriften 1991 mit 23 % der rund 22.000 erscheinenden Titel die bedeutendste Gruppe der Zeitschriften.

## Abgrenzung
Sie sind einerseits abzugrenzen gegenüber Publikumszeitschriften, da sie sich nicht an eine breite, sondern an eine an einem Thema besonders interessierte Leserschaft wenden, andererseits gegenüber Fachzeitschriften, da ihnen der berufsbezogene Kontext in der Regel fehlt. Teilweise werden Special-Interest-Zeitschriften allerdings auch als Untergruppe der Publikumszeitschriften geführt.
Eine Untergruppe bilden Very-Special-Interest-Zeitschriften, die sich mit einem speziellen Thema für eine bestimmte Zielgruppe beschäftigen.
Der Oberbegriff lautet Special-Interest-Journalismus. Er wird gelegentlich synonym mit Ressortjournalismus verwendet.

## Themen
Viele Special-Interest-Zeitschriften beschäftigen sich mit Themen wie Sport, Reise, Auto, Kultur, Wohnen, Technik, Lifestyle, oftmals mit bestimmten Spezialgebieten innerhalb dieser Bereiche.

## Beispiele
- Computerzeitschriften
- Sportzeitschriften